# ТЕС Бушема
ТЕС Бушема — теплова електростанція в Тунісі. Знаходиться на півдні узбережжя країни біля порту Габес, у 70 км від курортного острова Джерба.
Історія станції почалась у 1976 році із двох газових турбін потужністю по 30 МВт. В кінці 1990-х їх доповнили блоком 3, оснащеним газовою турбіною компанії General Electric типу 9001E потужністю 120 МВт. Споруджений за технологією відкритого циклу, блок 3 має низький коефіцієнт паливної ефективності — 28 %, поступаючись не лише станціям комбінованого циклу, але і ряду туніських конденсаційних електростанцій.
У 2016 році, на тлі стрімкого зростання енергоспоживання в країні, була укладена угода з General Electric щодо доповнення станції двома газовими турбінами того ж типу 9E.03 загальною потужністю 250 МВт. Завдяки масштабам компанії, яка є світовим лідером енергетичного турбінобудування та створює складський запас цього обладнання, проект міг бути реалізований у надзвичайно стислі строки — до одного року.
На початку 2017 року парламент Тунісу затвердив видачу державних гарантій ряду банків, які фінансують розширення ТЕС Бушема.